# Югыдъяг (сельское поселение)
Югыдъяг — административно-территориальная единица (административная территория посёлок сельского типа с подчинённой ему территорией) и муниципальное образование (сельское поселение с полным официальным наименованием муниципальное образование сельского поселения «Югыдъяг») в составе муниципального района Усть-Куломского в Республике Коми Российской Федерации.
Административный центр — посёлок Югыдъяг.

## История
Статус и границы административной территории установлены Законом Республики Коми от 6 марта 2006 года № 13-РЗ «Об административно-территориальном устройстве Республики Коми».
Статус и границы сельского поселения установлены Законом Республики Коми от 5 марта 2005 года № 11-РЗ «О территориальной организации местного самоуправления в Республике Коми».

## Население
| 2010  | 2011  | 2012  | 2013  | 2014  | 2015  | 2016  |
| ----- | ----- | ----- | ----- | ----- | ----- | ----- |
| 2634  | ↘2615 | ↘2575 | ↘2534 | ↘2522 | ↘2480 | ↘2441 |
| 2017  | 2018  | 2019  | 2020  | 2021  |       |       |
| ↘2374 | ↘2334 | ↘2267 | ↘2249 | ↘1996 |       |       |

## Состав
Состав административной территории и сельского поселения:
| № | Населённый пункт | Тип населённого пункта          | Население |
| - | ---------------- | ------------------------------- | --------- |
| 1 | Белоборск        | посёлок                         | ↘244      |
| 2 | Вад              | посёлок                         | ↘23       |
| 3 | Важ Эжва         | посёлок                         | →4        |
| 4 | Канава           | деревня                         | 27        |
| 5 | Смолянка         | посёлок                         | ↘653      |
| 6 | Югыдъяг          | посёлок, административный центр | ↘1427     |